# PC Card

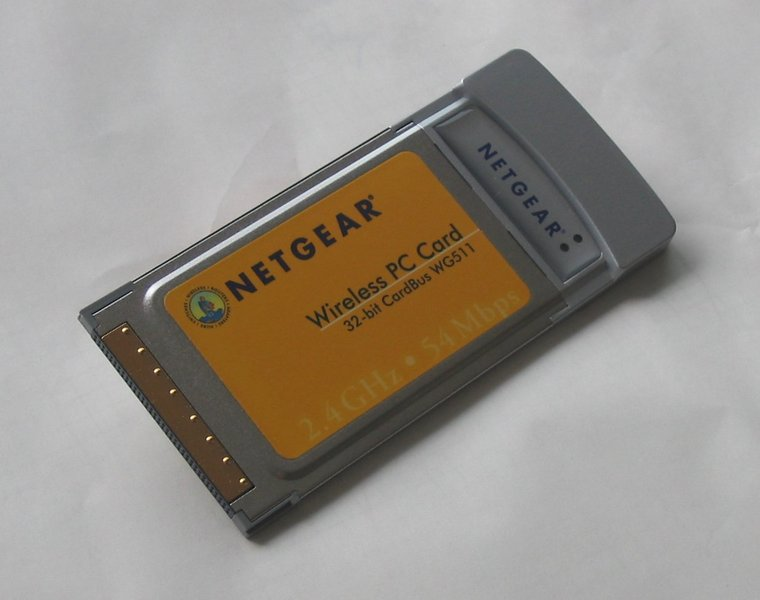
Een PC Card voor een draadloze verbinding

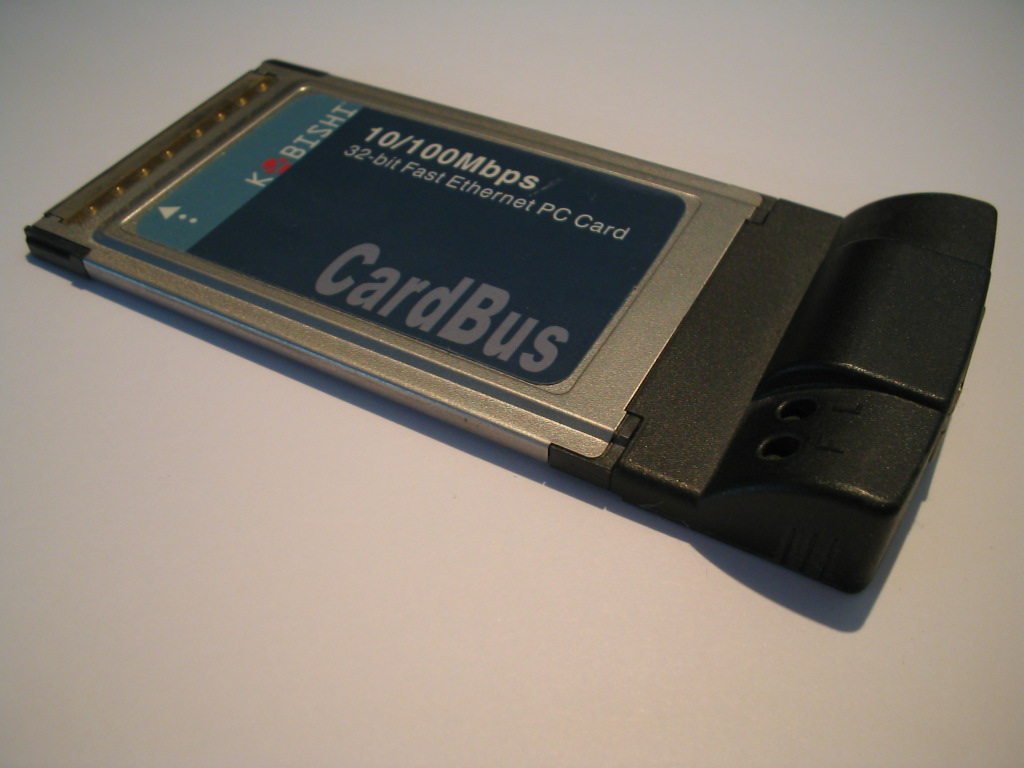
Een Cardbus PC Card voor een Ethernet 10/100-netwerk

De PC Card is een standaard voor een insteekkaart en bijpassende houder, bestemd voor uitbreidingskaarten voor notebooks. Deze kaart is, afgezien van de dikte, zo groot als een kredietkaart.
De PC Card-standaard werd vastgelegd in 1991 door de Personal Computer Memory Card International Association (PCMCIA), een internationale vereniging van meer dan 200 bedrijven, opgericht in 1989.
De opvolger van PC Card is de ExpressCard. Het gebruik van PC Cards is sterk verminderd door de inbouw van de meest populaire uitbreidingen (lokaal netwerk, wifi-netwerk, modem) en de komst van Universal Serial Bus (USB)-aansluitingen.

## Types
Alle PC Cards hebben 68 pinnen en eenzelfde lengte en breedte. Er zijn drie verschillende diktes:
1. type I, 3,3 mm
2. type II, 5,0 mm
3. type III, 10,5 mm

Aanvullend op de elektrische en fysieke specificaties bepaalt de PC Card-standaard ook een softwarearchitectuur om plug and play mogelijk te maken: de Socket and Card Services.
De interface is nagenoeg identiek aan CompactFlash-cards die vaak gebruikt worden voor data-opslag in bijvoorbeeld digitale camera's.
PC Card gebruikt een 16 bit interface. CardBus, de opvolger van PC Card/PCMCIA is 32 bits, zie onder.

## CardBus
CardBus zijn 32 bit-PCMCIA 5.0-kaarten, ingevoerd in 1995 en aanwezig in notebooks vanaf eind 1997. De CardBus is een 32 bit-, 33MHz-PCI-bus in PC Card-vorm. CardBus bevat bus mastering, dat het mogelijk maakt te communiceren met andere onderdelen aangesloten op de bus (inclusief het geheugen), zonder belasting van de centrale processor.

## Humor
De afkorting PCMCIA werd voor de grap soms alternatief aangeduid met People Can't Memorize Computer Industry Acronyms.